# البحرية سيدي عيسى (السهيبة)
البحرية سيدي عيسى هو دُوَّار يقع بجماعة أولاد حسين، إقليم سيدي سليمان، جهة الرباط سلا القنيطرة في المملكة المغربية. ينتمي الدوّار لمشيخة السهيبة التي تضم 13 دوار. يقدر عدد سكانه بـ 240 نسمة حسب الإحصاء الرسمي للسكان والسكنى لسنة 2004.

## روابط خارجية
- البوابة الوطنية للجماعات الترابية
- المندوبية السامية للتخطيط